# Camilla flavicauda
Camilla flavicauda is een vliegensoort uit de familie van de Camillidae. De wetenschappelijke naam van de soort is voor het eerst geldig gepubliceerd in 1922 door Duda.